# Atari Flashback 2
Der Atari Flashback 2 ist eine stationäre Spielkonsole von Atari. Sie wurde 2005, nur kurze Zeit nach der ersten Konsole der Atari-Flashback-Serie namens Atari Flashback, in den USA auf den Markt gebracht. Nachdem in Asien die erste Generation des Flashback an die Atari-7800-Konsole gebunden war und ein völlig neues Design auswies, brachte Atari Interactive Inc. US aufgrund Unmut in der Fangemeinde über die Grafikfehler und mangelhafter Hardware (wie auch dem Design) eine überarbeitete Version auf den Markt, welche sich nun an der Originalform (Holzimitat) und Hardware der Ur-Konsole Atari 2600 orientierte. Allerdings befinden sich an Stelle der ursprünglichen Aluminium-Regler bunte Knöpfe.
Das System umfasst zwanzig Originalspiele vom Atari 2600 und zwanzig zum Teil neue Spiele, darunter bisher unveröffentlichte Prototypen, diverse Spiele von Heimentwicklern und grafische/spielerische Überarbeitungen von älteren VCS-Titeln (Hacks). Eine Bedienungsanleitung mit 110 Seiten liegt bei. Die bekanntesten Spiele sind: Pong, Pitfall!, Missile Command, Asteroids und Centipede.
Der Preis betrug im Jahre 2006 in den USA 29,99 US$. Die Spielkonsole ist auch in Kanada erschienen.
Eine Erweiterung der Konsole um einen Steckplatz für echte Module ist intern bereits vorgesehen – geübte Bastler können aus der Atari Flashback 2 leicht einen vollwertigen VCS-Ersatz machen.

## Verkaufszahlen
Alleine in den USA wurde der Atari Flashback 2 860.000 Mal verkauft.

## Spezifikationen
- Maße: ca. 11,4 cm × 5 cm × 7,6 cm
- Anschlüsse: 2 Controller, 1 AV inkl. Ton (Mono)

## Konsole
- Originalkonsole, ist optisch an die 1977er-Baureihe aus Holz angelehnt, ca. 2/3 der Originalgröße
- Aktualisierung der Bedienschalter zu Knöpfen (Druckknöpfe)

## Zubehör
- Konsole
- AV-Kabel
- Netzadapterkabel
- 2 Controller (Original Controller der ersten Baureihe, rechteckig mit rotem Feuerknopf oben links)
- Instructions (Bedienungsanleitung mit 110 Seiten, wobei allerdings fast 100 Seiten auf die Spiele entfallen)
- Einzelspieler- und Zwei-Spieler-Modus-kompatibel
- 40 emulierte Modul-Spiele integriert

## Aufbau
Die Spiele liegen bereits in der Konsole vor und werden in folgende vier Kategorien aufgeteilt:
- Adventure Territory
- Arcade Favorites
- Space Station
- Skill & Action Zone

## Liste der eingebauten Spiele
„*“ bedeutet: auch in der Flashback-1-Konsole enthalten (wenn auch dort nur „nachprogrammiert“)
- Arcade Asteroids *
- Adventure
- Adventure II
- Aquadventure
- Arcade Pong
- Asteroids Deluxe
- Atari Climber
- Battlezone *
- Caverns of Mars
- Centipede *
- Combat
- Combat II
- Dodge Em
- Fatal Run
- Frog Pond
- Hangman
- Haunted House
- Human Cannonball
- Lunar Lander
- Maze Craze
- Millipede
- Missile Command
- Off the Wall
- Outlaw
- Pitfall!
- Quadrun
- Radar Lock
- Return to Haunted House
- River Raid
- Saboteur *
- Save Mary
- Secret Quest
- Space Duel
- SpaceWar
- Tic-Tac-Toe
- Video Checkers
- Video Chess
- Wizard
- Yars’ Return
- Yars’ Revenge *

Zusätzlich zwei versteckte Spiele:
- Super Breakout
- Warlords

Für diese versteckten Spiele benötigt man die originalen Paddles aus dem Atari-2600-Satz. Zum Freischalten der Spiele muss man den Joystick zügig 1× aufwärts, dann 9× abwärts, 7× aufwärts und 2× abwärts betätigen. Dies repräsentiert die Jahreszahl 1972, das Erscheinungsjahr des Spiels Pong.